# Stazione di Sangbong
La stazione di Sangbong (상봉역 - 上鳳驛, Sangbong-yeok) è una stazione ferroviaria situata nel quartiere di Jungnang-gu, nella parte orientale di Seul, in Corea del Sud, ed è servita dalle linee Jungang e Gyeongchun del servizio ferroviario metropolitano Korail (inclusi i servizi intercity ITX - Chuncheon), e dalla linea 7 della metropolitana di Seul.

## Storia

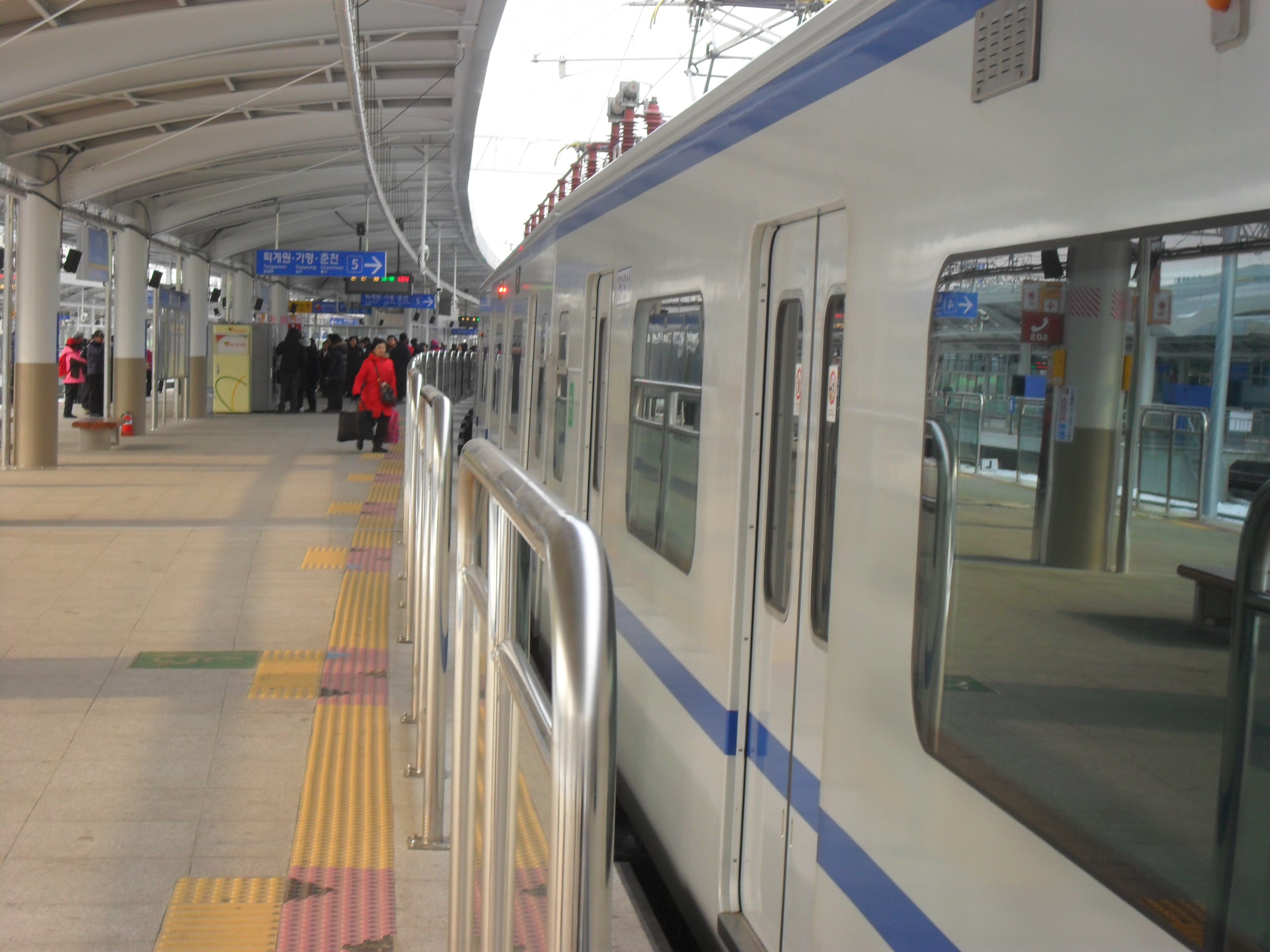
Treno fermo per la linea Gyeongchun

La stazione è stata aperta il 30 dicembre 1996 per la linea 7 della metropolitana, e il 12 dicembre 2010 in superficie per la linea Jungang in concomitanza con la sua elettrificazione e raddoppio.

## Linee
Korail
■ Linea Jungang (Codice: K120)
■ Linea Gyeongchun (Codice: K120)
■ ITX - Chuncheon (servizio ferroviario intercity)
 SMRT
● Linea 7 (Codice: 720)

## Struttura
La stazione è divisa in due parti, una su viadotto per le linee Korail Jungang e Gyeongchun, e una in sotterranea per la metropolitana.

### Stazione Korail
La stazione è realizzata su un viadotto sopraelevato, con mezzanino a piano terra e binari al secondo piano. È dotata di due marciapiedi a isola e uno laterale, con 5 binari passanti totali. I binari 1-2-3 sono riservati alla linea Jungang, mentre il 4 e il 5 alla linea Gyeongchun. Tutti i marciapiedi sono dotati di ascensori che li collegano al mezzanino Korail, ma l'ascensore del marciapiede 1 arriva direttamente al mezzanino della linea 7 sottoterra. Le aree tornelli sono una sola, mentre sono disponibili due uscite.
| 1   | ■ Linea Jungang                      | per Cheongnyangni, Wangsimni, Oksu, Ichon e Yongsan |
| 2-3 | ■ Linea Jungang                      | per Deokso, Paldang, Yangpyeong e Yongmun           |
| 4   | ■ Linea Gyeongchun                   | per Gwangundae                                      |
| 4   | ■ ITX - Chuncheon                    | per Cheongnyangni, Wangsimni e Yongsan              |
| 5   | ■ Linea Gyeongchun ■ ITX - Chuncheon | per Toegyewon, Gapyeong, Namchuncheon e Chuncheon   |

### Stazione della metropolitana
La linea 7 si trova in profondità sottoterra, ed è dotata di due marciapiedi laterali con due binari passanti protetti da porte di banchina. Sono presenti due aree tornelli e in totale sei uscite in superficie.
| Direzione Jangam            | ● Linea 7 | per Taereung-ipgu, Nowon, Dobongsan e Jangam                                  |
| Direzione Bupyeong-gucheong | ● Linea 7 | per Geondae-ipgu, Express Bus Terminal, Isu, Daerim, Onsu e Bupyeong-gucheong |

## Stazioni adiacenti
| «                | Servizio      | »             |
| Linea Jungang    | Linea Jungang | Linea Jungang |
| ---------------- | ------------- | ------------- |
| Jungnang         | Locale        | Mangu         |
| Hoegi ←          | Espresso      | ← Guri        |
| Linea Gyeongchun |               |               |
| Gwangundae       | Locale        | Mangu         |
| ITX - Chuncheon  |               |               |
| Cheongnyangni    | Espresso      | Toegyewon     |
| Linea 7          |               |               |
| Junghwa          | Locale        | Myeonmok      |